# ترکان جوان (برنامه تلویزیونی)
ترکان جوان (انگلیسی: The Young Turks) یک برنامه خبر و نظر آمریکایی بر یوتیوب است، که برنامه اصلی شبکه تی وای تی نیز به شمار می‌رود. این برنامه را جنک یوگور، بن منکیوویتز و دیو کولر ایجاد کردند. هم‌اکنون یوگور و آنا گاسپاریان دو مجری آنند که مهمانان زیادی در استودیو به آن‌ها می‌پیوندند. این برنامه که موضع ترقی‌خواهی دارد، در خصوص موضوعات مختلف خبری به ارائه نظر می‌پردازد.